# Die Metaphysik der Sitten
Die Metaphysik der Sitten ist die 1797 veröffentlichte Schrift des Philosophen Immanuel Kant zur Rechts- und Tugendlehre. Die Metaphysik der Sitten ist die Ausarbeitung der praktischen Philosophie auf der Grundlage der Theorie der Moral, die Kant in der Grundlegung zur Metaphysik der Sitten und Kritik der praktischen Vernunft entwickelt hatte und deren Kern die Begründung des kategorischen Imperativs und das Verhältnis von Pflicht und Freiheit ist. Der Kategorische Imperativ und das damit verbundene Prüfverfahren ist ein Maßstab dafür, ob eine beabsichtigte oder ausgeführte Handlung geboten, erlaubt oder verboten ist. Damit ist die Grundfrage, die Kant in der Kritik der reinen Vernunft gestellt hatte – Was soll ich tun? – nur zum Teil beantwortet, denn der Kategorische Imperativ gibt keine unmittelbare Leitlinie dafür, wie man seine Lebensführung gestalten soll. Erst in der Metaphysik der Sitten beschreibt Kant, unter welchen Gesichtspunkten man das Handeln des Menschen als ein moralisch gutes Leben bezeichnen kann.
Die Metaphysik der Sitten besteht aus zwei getrennten Teilen, die mit Metaphysische Anfangsgründe der Rechtslehre (RL) sowie mit Metaphysische Anfangsgründe der Tugendlehre (TL) betitelt sind. Es handelt sich um eine bedeutende Ausarbeitung einer deontologischen Ethik, die Kant als Pflichtenlehre gestaltet. In beiden Perspektiven bleibt der Kategorische Imperativ die Grundlage des Handelns. In der Rechtslehre behandelt Kant das moralisch gebotene Handeln in den äußeren Beziehungen der Menschen untereinander, die sich im positiven Recht niederschlagen. In der Tugendlehre befasst er sich hingegen mit den inneren, bloß subjektiven Maßstäben, die das Handeln für das Subjekt selbst als moralisch wertvoll kennzeichnen. Für die Tugendelehre gelten nur die Zwecke, die ein Mensch sich selbst setzt, während im Recht das Interesse anderer Menschen zu berücksichtigen ist. Kant unterscheidet somit Rechts- und Tugendpflicht. Die Tugendpflicht beruht auf einem inneren Zwang, die Rechtspflicht auf einem äußeren Zwang. Indem Kant das Gesamtwerk sowie die beiden Hauptteile jeweils als metaphysisch bezeichnet, bringt er zum Ausdruck, dass er Prinzipien ausarbeitet, die allein aus der Vernunft abgeleitet sind und nicht ihre Begründung in der Erfahrung haben.

## Einordnung in Kants Werk
Über die Entwicklung von Kants Denken zur Moralphilosophie weiß man recht viel aufgrund von zum Teil sehr ausführlichen Mitschriften über seine Vorlesungen zur Moralphilosophie, die er über einen längeren Zeitraum immer wieder vorgetragen und weiterentwickelt hatte. Diese Mitschriften sind vorwiegend in Band XXVII der Akademie-Ausgabe von Kants Werken festgehalten. Dabei ist die Akademieausgabe nicht vollständig. Zudem weisen die einzelnen Mitschriften Lücken und Brüche auf. Sie geben dennoch ein ganzheitliches Bild von Kants Vorstellungen einer praktischen Moralphilosophie, das zeigt, wie die veröffentlichten Schriften im Zusammenhang stehen.
| Kants Vorlesungen zur Moralphilosophie (ca. 1775) | Kants Vorlesungen zur Moralphilosophie (ca. 1775) | Kants Vorlesungen zur Moralphilosophie (ca. 1775) |
| --- | --- | --- |
| Philosophia practica universalis | Religio (= Abschnitt in Ethica) | Ethica |
| Grundlegung zur Metaphysik der Sitten (1785), Kritik der praktischen Vernunft (1788), Von einem neuerdings erhobenen vornehmen Ton in der Philosophie (1796) | Was heißt, sich im Denken orientieren? (1786), Über das Mißlingen aller philosophischen Versuche in der Theodizee (1791), Die Religion innerhalb der Grenzen der bloßen Vernunft (1792), Das Ende aller Dinge (1794) | Recension von Schulz’s Versuch einer Anleitung zur Sittenlehre für alle Menschen, ohne Unterschied der Religion, nebst einem Anhange von den Todesstrafen (1783), Über den Gemeinspruch: Das mag in der Theorie richtig sein, taugt aber nicht für die Praxis (1793), Zum ewigen Frieden. Ein philosophischer Entwurf (1795), Die Metaphysik der Sitten (1797), Über ein vermeintes Recht aus Menschenliebe zu lügen (1797) |
| Veröffentlichte Schriften Kants zur praktischen Philosophie nach 1781                                                                                        | | |

Die Schriften zur Geschichtsphilosophie und zur Anthropologie sind in der Übersichtstabelle nicht enthalten. Kant selbst hat die systematische Stellung seiner veröffentlichten Schriften untereinander nicht beschrieben. Lediglich in der Einleitung zur Metaphysik der Sitten verweist er darauf, dass diese sich an die Kritik der praktischen Vernunft anschließt und zugleich eine parallele Arbeit zu den Metaphysischen Anfangsgründen der Naturwissenschaft darstellt.
Die theoretischen Grundlagenschriften zur Ethik, die Grundlegung zur Metaphysik der Sitten (1785) und die Kritik der praktischen Vernunft (1788) erschienen zeitnah zur zweiten Auflage der Kritik der reinen Vernunft (1787) und sind damit Teil des kritischen Gesamtwerks. Weitere Aufsätze wie Was heißt, sich im Denken orientieren? (1786) oder Über den Gebrauch teleologischer Prinzipien in der Philosophie (1788) runden das Gesamtbild der voll ausgebildeten praktischen Philosophie ab. Wichtige Aussagen zur Ethik enthalten auch die Kritik der Urteilskraft (1790) und die Die Religion innerhalb der Grenzen der bloßen Vernunft (1793).
Im Jahr 1793 veröffentlicht Kant zudem einen Aufsatz in der Berlinischen Monatsschrift mit dem Titel Über den Gemeinspruch: Das mag in der Theorie richtig sein, taugt aber nicht für die Praxis, in dem er sich gegen Vorwürfe von Christian Garve wehrt, dass seine Moralphilosophie zu theoretisch sei und auf Gefühle keine Rücksicht nehme. Hier finden sich einige von Kants Ansichten über das Verhältnis seines Pflichtbegriffs zur Tugend bzw. zur Tugendlehre. Es folgten: Zum ewigen Frieden. Ein philosophischer Entwurf (1795), grundlegend für Kants Theorie zum Weltbürgerrecht, und Von einem neuerdings erhobenen vornehmen Ton in der Philosophie (1796), einer Warnung vor mystischer Schwärmerei. Erst danach erschien die MdS als Konzept der Anwendung seiner Ethik. Nur damit ist eine vollständige Beurteilung der Ethik Kants im Ganzen möglich. Dies ist bei Kritikern Kants, die sich nur auf die Grundlagenschriften beziehen, nicht der Fall.

## Einleitung in die Metaphysik der Sitten
Historisch ist die Rechtslehre als eigenständige Schrift etwa ein halbes Jahr früher veröffentlicht worden als die Tugendlehre. Die Rechtslehre enthält deshalb nach einer kurzen Vorrede zunächst eine Einleitung in die Metaphysik der Sitten sowie nachfolgend eine zweite Einleitung in die Metaphysischen Anfangsgründe der Rechtslehre. Die Tugendlehre ihrerseits hat eine eigene Einleitung, die sich auch auf die allgemeine Einleitung in die Metaphysik der Sitten bezieht.
In der kurzen Vorrede verweist Kant darauf, dass die Metaphysik der Sitten der Kritik der praktischen Vernunft (1788) folgt (MS 6:205). Die MS ist damit eine Fortsetzung der Theorie der Moral, in der Kant zunächst das Grundprinzip (den Kategorischen Imperativ) erarbeitet und begründet hat. Nun soll eine Theorie der Anwendung des Grundprinzips erfolgen. Einen Hinweis auf die Grundlegung zur Metaphysik der Sitten gibt er nicht. Die Anwendung der Grundlagenschriften der praktischen Philosophie als „Sittenlehre“ zerfällt nach Kant in die Rechtslehre und die Tugendlehre (MS 6:205). Auch die MS basiert wie die Grundlegungsschriften auf Gedanken, die der reinen Vernunft entstammen, sie enthält aber auch in der „Anwendung auf in der Erfahrung vorkommende Fälle“ (MS 6:229) Anders als die in seiner Zeit verbreitete populäre Moralphilosophie pocht Kant auf „scholastische Pünktlichkeit“ (MS 6:206) und unterscheidet die Konzepte nach „Schulsprache“ und „Volkssprache“. Ohne apriorische Grundsätze wäre die Ethik nichts anderes eine „Glückseligkeitslehre“ (MS 6:215), die auf Erfahrungen beruht und damit ihre Verhaltensregeln nur aus den heteronomen Regeln der Klugheit entnehmen kann. Klugheit kann aber nur „Rathschläge“ (MS 6:216.23) geben, die nicht gebieten, was Pflicht ist. Deshalb ist „ein System der Erkenntniß a priori aus bloßen Begriffen“ (MS 6:216) erforderlich. Daher gilt: „eine Metaphysik	der Sitten kann nicht auf Anthropologie gegründet, aber doch auf sie angewandt werden.“ (MS 6:217) Insofern dient diese der „Erzeugung, Ausbreitung und Stärkung moralischer Grundsätze“ (MS 6:217), bietet aber keine Prinzipien.
Kant beginnt die Einleitung in die Metaphysik der Sitten mit Überlegungen zu „dem Verhältniß der Vermögen des menschlichen Gemüths zu den Sittengesetzen.“ (MS 6:212) Kant skizziert hier eine Handlungstheorie, die hinter seinen Ausführungen in der MS zugrunde liegt, indem er die Vermögen des menschlichen Gemüts erörtert. Diese Handlungstheorie, die Kant selbst nie explizit ausgeführt hat, bildet die empirische und (moral)psychologische Basis seiner Moralphilosophie.
Die Betrachtungen setzen an mit dem Begehrungsvermögen, das „ist das Vermögen durch seine Vorstellungen Ursache der Gegenstände dieser Vorstellungen zu sein.“ (MS 6:212) Die Vorstellungen können auf Erfahrungen, aber auch auf rein fiktiven Gedanken oder Phantasien beruhen. Was ich sehe, höre, fühle oder auch nur denke, löst in mir Gefühle der Lust oder Unlust aus. Angenehmes möchte man bewahren, Unangenehmes beseitigen. Es entstehen Gelüste und Wünsche. Diese Vorstellungen lösen einen Handlungsimpuls aus. Der Handlung geht die Vorstellung, wie sich meine Lust durch die Tat verändert, voraus. Zwischen der Lust und dem Begehrungsvermögen entsteht ein Interesse, dadurch dass der Verstand die Situation nach einer allgemeinen Regel beurteilt (MS 6:212). Das Begehrungsvermögen wird zur Handlung, indem das Begehren (die Begierde bzw. Neigung als habituelle Begierde) auch realisiert wird. Zwischen der ursprünglichen Lust und der auf die Handlung folgenden Lust besteht ein kausales Verhältnis von Ursache und Wirkung.
Die Fähigkeit des Menschen nach Belieben frei zu entscheiden, wie er handeln möchte nennt Kant Willkür. Bei der Beurteilung der Handlungsmöglichkeit kann der Mensch zusätzlich überlegen, ob seine Handlung auch moralisch ist. Eine solche Überlegung findet nach Kant in der praktischen Vernunft statt. Weil der Mensch frei ist, kann der Mensch entscheiden, moralisch richtig zu handeln, auch wenn dies gegen seine durch die Sinne affizierten Neigungen geschieht. Da der Mensch von Natur aus motiviert ist, moralisch zu handeln entsteht ein zusätzliches Begehren (nach Begriffen), dieses auch zu tun (MS 6:213). Kant nennt dieses Begehren den Willen, der auf der praktischen Vernunft beruht (das obere Begehrungsvermögen). Zwischen dem Vernunftinteresse und dem Interesse der Neigungen kann es zu Konflikten kommen. Am Ende entscheidet dem Mensch durch seine freie Willkür, ob er den moralischen Geboten folgt. Der Mensch handelt dann nicht unmittelbar aufgrund von Naturkausalität, sondern aufgrund von Gesetzen der Freiheit, die in seiner Fähigkeit zur Willkür liegen.
„Diese Gesetze der Freiheit heißen zum Unterschiede von Naturgesetzen moralisch. So fern sie nur auf bloße äußere Handlungen und deren Gesetzmäßigkeit gehen, heißen sie juridisch; fordern sie aber auch, daß sie (die Gesetze) selbst die Bestimmungsgründe der Handlungen sein sollen, so sind sie ethisch, und alsdann sagt man: die Übereinstimmung mit den ersteren ist die Legalität, die mit den zweiten die Moralität der Handlung.“ (MS 6:214, siehe auch MS 6:219)
Nach Klärung der ersten Grundbegriffe geht Kant über zur Begründung, warum er überhaupt eine Metaphysik der Sitten verfasst hat und wie die Metaphysik der Sitten einzuteilen ist. Moralphilosophie muss für Kant auf erfahrungsunabhängigen Prinzipien beruhen, damit sie eine systematische Grundlage hat. Die Metaphysik der Sitten ist für Kant ein „System der Freiheit“ (MS 6:218). Diese Freiheit muss aber im Zusammenleben der Menschen begrenzt werden. Für Handlungen einer freien Willkür bedarf es einer Gesetzgebung. Die Begrenzung der äußeren Freiheit zwischen den Menschen in einer Gesellschaft regelt das Recht. Die Begrenzung der inneren Freiheit – wie ich mich zu mit selbst und zu anderen verhalte – sofern es keine rechtlichen Regeln gibt, regelt die Moral. „Was Kant unter Metaphysik der Sitten versteht, ist deshalb - kurz gesagt - das ethische a priori der bürgerlichen Gesellschaft in seiner sozialen, rechtsstaatlichen und individuellen Anwendung als bürgerliche Sitten-, Rechts- und Tugendlehre.“
Kant führt nun zwei weitere grundlegende Begriffe seiner Moralphilosophie ein, den der Pflicht und den der Triebfeder.
„Zu aller Gesetzgebung (sie mag nun innere oder äußere Handlungen und diese entweder a priori durch bloße Vernunft, oder durch die Willkür eines andern vorschreiben) gehören zwei Stücke: erstlich ein Gesetz, welches die Handlung, die geschehen soll, objectiv als nothwendig vorstellt, d. i. welches die Handlung zur Pflicht macht, zweitens eine Triebfeder, welche den Bestimmungsgrund der Willkür zu dieser Handlung subjectiv mit der Vorstellung des Gesetzes verknüpft;“ (MS 6:218)
Wenn die Neigungen von den Vorschriften des Gesetzes abweichen, entsteht die Pflicht, die Vorgaben des Gesetzes zu erfüllen und die Neigungen zu überwinden. Mit Triebfedern bezeichnet Kant die subjektiven Handlungsmotive. Die Einhaltung rechtlicher Vorschriften ist für Kant eine äußere und enge Pflicht, von der es keine Ausnahmen geben kann.
„Die Ethik hat freilich auch ihre besondern Pflichten (z. B. die gegen sich selbst), aber hat doch auch mit dem Rechte Pflichten, aber nur nicht die Art der Verpflichtung gemein. Denn Handlungen blos darum, weil es Pflichten sind, ausüben und den Grundsatz der Pflicht selbst, woher sie auch komme, zur hinreichenden Triebfeder der Willkür zu machen, ist das Eigenthümliche der ethischen Gesetzgebung.“ (MS 6:220)
In Kants Handlungstheorie gilt, das jede Handlung einen Zweck, eine Maxime, hat. Handlungen sind immer mit Absichten (Intentionen) verbunden. Anders als rein triebgesteuerte Tiere kann der Mensch sich zu seinem Begehren verhalten. Er verfügt über die praktische Freiheit, über mögliche Konsequenzen des Handelns nachzudenken, diese zu bewerten und aufgrund von Gründen seine Handlungen zu beeinflussen. Der Mensch verfügt über einen Willen und kann nach seiner Willkür handeln. Moralisch vernünftig handelt er dabei, wenn er sich nach Gründen richtet, die allein aus Überlegungen hergeleitet sind und die Begierden außer Acht lassen. Auch in der Metaphysik der Sitten ist der kategorische Imperativ uneingeschränkt das oberste Moralprinzip:
„Der kategorische (unbedingte) Imperativ ist derjenige, welcher nicht etwa mittelbar, durch	die Vorstellung eines Zwecks, der durch die Handlung erreicht werden könne, sondern der sie durch die bloße Vorstellung dieser Handlung selbst (ihrer Form), also unmittelbar, als objectiv=nothwendig denkt und nothwendig macht; dergleichen Imperativen keine andere praktische Lehre als allein die, welche Verbindlichkeit vorschreibt (die der Sitten), zum Beispiele aufstellen kann.“ (MS 6:222)

## Eintheilung der Metaphysik der Sitten überhaupt
Obwohl Kant in der Einleitung der Metaphysik der Sitten bereits die Unterscheidung von Recht und Moral vorgenommen hatte, trägt er in der Rechtslehre noch einmal eine Einteilung der Metaphysik der Sitten vor und differenziert hier auch in einem formalen Schema seine Einteilung der Pflichten.
„Eintheilung der Metaphysik der Sitten überhaupt.
I.
Alle Pflichten sind entweder Rechtspflichten (officia iuris), d. i. solche, für welche eine äußere Gesetzgebung möglich ist, oder Tugendpflichten (officia virtutis s. ethica), für welche eine solche nicht möglich ist; - die letztern können aber darum nur keiner äußeren Gesetzgebung unterworfen werden, weil sie auf einen Zweck gehen, der (oder welchen zu haben) zugleich Pflicht ist; sich aber einen Zweck vorzusetzen, das kann durch keine äußerliche Gesetzgebung bewirkt werden (weil es ein innerer Act des Gemüths ist); obgleich äußere Handlungen geboten werden mögen, die dahin führen, ohne doch daß das Subject sie sich zum Zweck macht. 
Warum wird aber die Sittenlehre (Moral) gewöhnlich (namentlich vom Cicero) die Lehre von den Pflichten und nicht auch von den Rechten betitelt? da doch die einen sich auf die andern beziehen. - Der Grund ist dieser: Wir kennen unsere eigene Freiheit (von der alle moralische Gesetze, mithin auch alle Rechte sowohl als Pflichten ausgehen) nur durch den moralischen Imperativ, welcher ein pflichtgebietender Satz ist, aus welchem nachher das Vermögen, andere zu verpflichten, d. i. der Begriff des Rechts, entwickelt werden kann.
II.
Da in der Lehre von den Pflichten der Mensch nach der Eigenschaft seines Freiheitsvermögens, welches ganz übersinnlich ist, also auch bloß nach seiner Menschheit, als von physischen Bestimmungen unabhängiger Persönlichkeit, ( homo noumenon ) vorgestellt werden kann und soll, zum Unterschiede von eben demselben, aber als mit jenen Bestimmungen behafteten Subject, dem Menschen ( homo phaenomenon ), so werden Recht und Zweck, wiederum in dieser zwiefachen Eigenschaft auf die Pflicht bezogen, folgende Eintheilung geben.“ (RL 6

Eintheilung nach dem objectiven Verhältniß zur Pflicht (RL 6:240)

239)